# 梅林孝次
梅林 孝次（うめばやし たかつぐ、 1908年（明治41年） - 1937年（昭和12年）8月16日）は日本の海軍軍人。最終階級は海軍大尉（殉職により一階級死後進級）。海軍陸攻搭乗員。
揚州への渡洋爆撃に指揮官代理として参加し、中華民国空軍戦闘機との戦闘で乗機が撃墜された際、黒煙の中から僚機に白いハンカチを振って別れを告げて自爆したことから、その散り際の見事さが戦場美談として伝えられた。

## 人物・経歴
兵庫県神戸市にて卸売業・梅林行運とさきの次男として生まれる。神戸市・楠尋常小学校に入学、翌年、武庫郡（現・芦屋市）の精道小学校に転校。1920年（大正9年）、第一神戸中学校（現：兵庫県立神戸高等学校）に進学するが、父が徳島県の那賀郡桑野村阿瀬比（現阿南市阿瀬比町）にて大理石の採掘を始めたため、1922年（大正11年）、一家で徳島市富浦町東富田に移り住み、徳島中学校（現：徳島県立城南高等学校）に転校。在学中はバスケットボールに打ち込み、バスケット部初代主将を務めている。旧神戸高等商船学校（神戸商船大学を経て現：神戸大学海事科学部）航海科を1932年2月に卒業後、就職口がなく一年間の浪人生活を経て、1933年（昭和8年）5月28日、海軍予備士官として航空隊に進んだ。後に選抜されて現役士官に転官し、1934年（昭和9年）8月1日少尉任官。同年、豊後水道にて訓練中の事故により墜落、同乗者が死亡した。1935年（昭和10年）6月1日、中尉昇進。1937年（昭和12年）1月時点では横須賀鎮守府附。
鹿屋海軍航空隊所属であった8月8日、渡洋爆撃を行うため台湾に進出。その前日、「天皇陛下の御為に戦死す。武人の面目にして男子の本懐なり…」との遺書を書いている。

### 渡洋爆撃
14日、台風の中で初の渡洋爆撃が敢行されることとなり、新田慎一少佐率いる九六式陸上攻撃機 9機、浅野楠太郎少佐率いる8機は台湾松山飛行場を発し、荒天の中をそれぞれ杭州、広徳飛行場への渡洋爆撃に出撃した。この時、梅林は浅野隊の2番小隊長機であった。浅野隊は飛行場施設および航空機に250キロ爆弾を投入し、格納庫2、高射砲1および滑走路に留めてあったノースロップ・ガンマ2EC爆撃機約20、カーチス・ホーク戦闘機約10の大部分の破壊を報告したが、中国空軍暫編第34中隊長・周庭芳上尉のカーチス・ホークⅡ（老ホーク）に進路を妨害され、実際には爆弾の多くは稲田に落ちて失敗したと思われる。また帰路にて、梅林小隊の2番機（片野正平三空曹機）が銭塘江上空にて中国空軍第4大隊第22中隊分隊長・鄭少愚中尉のカーチス・ホークⅢ（新ホーク）に燃料タンクを撃ちぬかれ、基隆港の社寮島灯台沖に不時着水、乗員は救助されたが機体は放棄された。新田隊は高志航中校率いる第4大隊主力の迎撃を受け、2機未帰還・1機大破の損害を負った。
16日、句容・揚州への渡洋爆撃が実施されることとなり、午前8時、新田少佐率いる句容爆撃隊6機が、8時40分には石俊平大尉率いる揚州爆撃隊7機が松山飛行場を発した。梅林は石隊の2番小隊1番機に搭乗し、小隊長兼偵察者であった。9時30分、石大尉搭乗機が発動機不調により引き返したため、梅林が指揮官代理となる。12時15分ごろ、揚州飛行場を爆撃、12時30分ごろ、中国空軍第5大隊24中隊・25中隊の新ホーク10機との戦闘で左タンクが被弾、機体炎上。その際、黒煙の中から僚機に白いハンカチを振って別れを告げ、乗員7名とともに自爆した。中国側の資料では、梅林機を撃墜したのは第5大隊副大隊長の馬庭槐であったとみられる。
句容爆撃隊でも第3大隊第17中隊および第5大隊第28中隊の迎撃で2機が撃墜され、新田少佐以下15名が犠牲となった。同日、第一連合航空隊司令官戸塚道太郎少将は戦闘詳報の中で「陸攻隊の強襲は、往年の二〇三高地（旅順攻囲戦）の強襲に等しい心境で敢行した」と述べている。
死後、その散り際の見事さが戦場美談として伝えられた。当時、顕彰歌として「その名も薫る梅林」と歌う『あゝ梅林中尉』（下記）が作られたほか、浪曲を含む各種媒体で取り上げられた。また、1939年には北村西望の指導のもと、梅林ら戦没者7点の胸像が石原昂ら7人の彫刻家「報国芸術会」によって制作され3月19日、遊就館に献納されている。
- 顕彰歌 『あゝ梅林中尉』 （日本コロムビア 1937年10月25日発売）

作詞：西條八十
作曲：江口夜詩
歌：霧島昇、コロムビア合唱団
- 朗読 『梅林大尉遺言』（日本コロムビア）

朗読：福井銀城
- 詩吟 『壮烈梅林大尉』※上記B面、和歌本宮三香、漢詩湯沢天真の二部からなる。

歌：福井銀城